# موری‌یاما سنپو
موری‌یاما سنپو (به ژاپنی: 栗山 潜鋒 くりやま せんぽう)، (تولد ۱۶۷۱ - مرگ ۱۷۰۶)، یک محقق و مورخ کنفوسیوسی در اواسط دوره ادو بود. نام کوچک او سوناهو[۱] و تخلص ادبی او هاکوریو یا نارینوبو بود. او معمولاً با نام گِنسوکه (گنسوکه) شناخته می‌شد. او اهل یودو، ولایت یاماشیرو، در جنوب غربی بخش فوشیمی، شهر کیوتو، استان کیوتو بود. او پسر ارشد محقق کنفوسیوسی ناگاساوا ریوستسو بود که به خاندان ایشیکاوا از قلمرو یودو خدمت می‌کرد. کوریاما نام خانوادگی عموی او بود.